# Jacopo Avanzo
Jacopo Avanzo, oppure Jacopo Davanzo (XIV secolo – XIV secolo), è stato un pittore italiano.

## Biografia
Jacopo Avanzo fu un pittore di origine veneta, attivo nel Veneto nel XIV secolo.
Si hanno testimonianze storiche dei suoi lavori, a Vicenza, nel 1379 la chiesetta di San Vincenzo venne dipinta con affreschi firmati "per Avancium vicentinum"; la cappella di San Tommaso (Caradello) in duomo recava una ancona con la scritta: "1380 de mense Octob. Presb. Angelus Fabricator huius Cappellae fecit fieri hanc anconam de suis propriis bonis et Avancius de Sammo pinxit". Queste opere non sono più rintracciabili. Infine, nel 1389, vien ricordato un "magister Avantius pictor q. Leonardi, civis vicentinus".
M. A. Michiel attribuisce al padovano Avanzo gli affreschi dell'oratorio di San Giorgio presso il Santo, quelli della Sala dei Giganti e della cappella del palazzo del Capitano, sempre a Padova, dove è presente la sua firma "Avantus" sotto le Esequie di santa Lucia nell'oratorio. Tutti gli affreschi furono realizzati con la collaborazione, secondo il critico d'arte Wart Arslan, di Altichiero.
Per gli stretti legami con la cultura padovana tardo-trecentesca, così evidenti nella Storie di santa Lucia, Avanzo fu attivo anche nella Sala dei Giganti del Palazzo dei Carraresi a Padova, assieme al Guariento di Arpo e all'Altichiero.
Non è da confondere invece con il pittore bolognese di cui parlano antiche fonti padovane, Jacopo Avanzi che intorno al 1376, realizzò gli affreschi della cappella di San Giacomo nel Santo di Padova.
Nel 1837 il Förster identificò la firma "Avancius", con la conferma di alcuni studiosi suoi contemporanei (Selvatico; Gonzati), sotto i Funerali di santa Lucia in San Giorgio a Padova; però attualmente quei caratteri sono oggi difficilmente leggibili.
La critica non è d'accordo nell'attribuzione dei due grandi cicli padovani, certamente eseguiti da più artisti. Oltre alle opere sicuramente attribuite ad Altichiero, appare ormai sicura la presenza di un altro pittore per i Funerali di santa Lucia in San Giorgio, che si caratterizza per una sua potenza realistica, una sua rudezza, variata da una gamma calda e di alto cromatismo, ispirata allo stile veneziano, così distante dalla tipica eleganza formale di Altichiero, al suo rinascimentale senso dello spazio, alle sue elevate figure.
Quasi sicuramente questo Avanzo è lo stesso artista documentato dalle fonti vicentine.
Negli affreschi di San Giorgio, eseguiti intorno al 1380-1385, l'attività di Avanzo è presente nel San Giorgio che beve il veleno, nel Battesimo di Sevio, nella Santa Lucia davanti ai giudici, nella Santa Lucia trascinata dai buoi e nel Martirio della santa, mentre ai collaboratori di Avanzo si attribuiscono il Martirio di san Giorgio, il Crollo degli idoli, la Santa Caterina sulla ruota.
Lo stile di Avanzo si caratterizzò per le influenze della scultorea corposità e della piacevolezza giottesca, ma dalle tendenze cromatiche già veneziane.
Ai discepoli della scuola di Jacopo Avanzo e Altichiero viene attribuito, nei pressi di Povegliano Veronese, nella località denominata Madonna dell'Uva Secca, nella chiesa di Santa Maria sulla Via Secca, l'affresco Dormizione della Vergine.

## Opere
- Esequie di santa Lucia, oratorio di San Giorgio presso il Santo;
- Funerali di santa Lucia, San Giorgio a Padova;
- San Giorgio che beve il veleno, San Giorgio a Padova;
- Battesimo di Sevio, San Giorgio a Padova;
- Santa Lucia davanti ai giudici, San Giorgio a Padova;
- Santa Lucia trascinata dai buoi, San Giorgio a Padova;
- Martirio della santa, San Giorgio a Padova.